# Pallavolo ai XXI Giochi centramericani e caraibici - Torneo femminile
Il torneo femminile di pallavolo ai XVII Giochi centramericani e caraibici si è svolto dal 18 al 23 luglio 2010 a Mayagüez, a Porto Rico, durante i XXI Giochi centramericani e caraibici. Al torneo hanno partecipato 8 squadre nazionali centramericane e caraibiche e la vittoria finale è andata per la quinta volta, la terza consecutiva, alla Repubblica Dominicana.

## Squadre partecipanti
- Barbados
- Costa Rica
- Guatemala
- Messico
- Nicaragua
- Porto Rico
- Rep. Dominicana
- Trinidad e Tobago

## Gironi
| Girone A                                              | Girone B                               |
| ----------------------------------------------------- | -------------------------------------- |
| Barbados Costa Rica Rep. Dominicana Trinidad e Tobago | Guatemala Messico Nicaragua Porto Rico |

## Fase finale

### Finali 1º e 3º posto
|  | Quarti            | Quarti            |                 |            | Semifinali         | Semifinali         |  |  | Finale 1º/2º posto | Finale 1º/2º posto |
|  |                   |                   |                 |            |                    |                    |  |  |                    |                    |
|  |                   |                   |                 |            |                    |                    |  |  |                    |                    |
|  |                   |                   |                 |            |                    |                    |  |  |                    |                    |
|  | Costa Rica        | 3                 |                 |            |                    |                    |  |  |                    |                    |
|  | Costa Rica        | 3                 |                 |            |                    |                    |  |  |                    |                    |
|  | Guatemala         | 0                 |                 |            |                    |                    |  |  |                    |                    |
|  | Guatemala         | 0                 | Porto Rico      | 3          |                    |                    |  |  |                    |                    |
|  |                   |                   | Porto Rico      | 3          |                    |                    |  |  |                    |                    |
|  |                   | Costa Rica        | 0               |            |                    |                    |  |  |                    |                    |
|  | -                 | Costa Rica        | 0               | -          |                    |                    |  |  |                    |                    |
|  | -                 |                   |                 | -          |                    |                    |  |  |                    |                    |
|  | -                 | -                 |                 |            |                    |                    |  |  |                    |                    |
|  | -                 | -                 | Rep. Dominicana | 3          |                    |                    |  |  |                    |                    |
|  |                   |                   | Rep. Dominicana | 3          |                    |                    |  |  |                    |                    |
|  |                   | Porto Rico        | 2               |            |                    |                    |  |  |                    |                    |
|  | Messico           | Porto Rico        | 2               | 1          |                    |                    |  |  |                    |                    |
|  | Messico           |                   |                 | 1          |                    |                    |  |  |                    |                    |
|  | Trinidad e Tobago | 3                 |                 |            |                    |                    |  |  |                    |                    |
|  | Trinidad e Tobago | 3                 | Rep. Dominicana | 3          | Finale 3º/4º posto | Finale 3º/4º posto |  |  |                    |                    |
|  |                   |                   | Rep. Dominicana | 3          | Finale 3º/4º posto | Finale 3º/4º posto |  |  |                    |                    |
|  |                   | Trinidad e Tobago | 0               |            |                    |                    |  |  |                    |                    |
|  | -                 | Trinidad e Tobago | 0               | -          | Trinidad e Tobago  | 1                  |  |  |                    |                    |
|  | -                 |                   |                 | -          | Trinidad e Tobago  | 1                  |  |  |                    |                    |
|  | -                 | -                 |                 | Costa Rica | 3                  |                    |  |  |                    |                    |
|  | -                 | -                 |                 |            | 3                  |                    |  |  |                    |                    |
|  |                   |                   |                 |            |                    |                    |  |  |                    |                    |
|  |                   |                   |                 |            |                    |                    |  |  |                    |                    |

### Finali 5º - 7º posto -
|  | Semifinali | Semifinali | Semifinali |         |           | Finale 5º/6º posto | Finale 5º/6º posto | Finale 5º/6º posto |  |
|  |            |            |            |         |           |                    |                    |                    |  |
|  | Barbados   | Barbados   | 2          |         |           |                    |                    |                    |  |
|  | Barbados   | Barbados   | 2          |         |           |                    |                    |                    |  |
|  | Guatemala  | Guatemala  | 3          |         |           |                    |                    |                    |  |
|  | Guatemala  | Guatemala  | 3          |         | Guatemala | Guatemala          | 0                  |                    |  |
|  |            |            |            |         | Guatemala | Guatemala          | 0                  |                    |  |
|  |            |            | Messico    | Messico | 3         |                    |                    |                    |  |
|  | Nicaragua  | Nicaragua  | Messico    | Messico | 3         | 0                  |                    |                    |  |
|  | Nicaragua  | Nicaragua  |            |         |           | 0                  |                    |                    |  |
|  | Messico    | Messico    | 3          |         |           | Finale 7º/8º posto | Finale 7º/8º posto | Finale 7º/8º posto |  |
|  | Messico    | Messico    | 3          |         |           |                    |                    |                    |  |
|  |            |            |            |         |           |                    |                    |                    |  |
|  |            |            |            |         |           | Barbados           | Barbados           | 0                  |  |
|  |            |            |            |         |           | Barbados           | Barbados           | 0                  |  |
|  |            |            |            |         |           | Nicaragua          | Nicaragua          | 3                  |  |

## Podio

### Campione
Formazione: 1 Annerys Vargas, 2 Dahiana Burgos, 3 Lisvel Eve, 5 Brenda Castillo, 7 Niverka Marte, 10 Milagros Cabral, 11 Jeoselyna Rodríguez, 12 Karla Echenique, 13 Cindy Rondón, 14 Prisilla Rivera, 17 Gina Mambrú, 19 Ana Binet, CT: Marcos Kwiek

### Secondo posto
Formazione: 1 Debora Seilhamer, 2 Xaimara Colón, 3 Vilmarie Mojica, 4 Tatiana Encarnación, 5 Saraí Álvarez, 7 Stephanie Enright, 9 Áurea Cruz, 11 Karina Ocasio, 14 Glorimar Ortega, 16 Alexandra Oquendo, 17 Sheila Ocasio, 18 Jetzabel Del Valle, CT: Carlos Cardona

### Terzo posto
Formazione: 1 Dionisia Thompson, 2 Catalina Fernández, 4 Adriana Chinchilla, 5 Karen Cope, 6 Ángela Willis, 7 Mariela Quesada, 8 Susana Chavez, 9 Verania Willis, 10 Paola Ramírez, 14 Irene Fonseca, 16 Mijal Hines Cuza, 17 Marianela Alfaro, CT: Braulio Godínez

## Classifica finale
| Classifica | Squadre           |
| ---------- | ----------------- |
|            | Rep. Dominicana   |
|            | Porto Rico        |
|            | Costa Rica        |
| 4          | Trinidad e Tobago |
| 5          | Messico           |
| 6          | Guatemala         |
| 7          | Nicaragua         |
| 8          | Barbados          |